# Neochauliodes guangxiensis
Neochauliodes guangxiensis är en insektsart som beskrevs av Ding Yang och C.-k. Yang 1997. Neochauliodes guangxiensis ingår i släktet Neochauliodes och familjen Corydalidae. Inga underarter finns listade i Catalogue of Life.